# Mottereau
Mottereau és un municipi francès, situat al departament de l'Eure i Loir i a la regió de Centre – Vall del Loira. L'any 2007 tenia 162 habitants.

## Demografia

### Població
El 2007 la població de fet de Mottereau era de 162 persones. Hi havia 63 famílies, de les quals 12 eren unipersonals (4 homes vivint sols i 8 dones vivint soles), 17 parelles sense fills, 21 parelles amb fills i 13 famílies monoparentals amb fills.
La població ha evolucionat segons el següent gràfic:
Habitants censats

### Habitatges
El 2007 hi havia 91 habitatges, 64 eren l'habitatge principal de la família, 20 eren segones residències i 6 estaven desocupats. 89 eren cases i 1 era un apartament. Dels 64 habitatges principals, 62 estaven ocupats pels seus propietaris i 2 estaven llogats i ocupats pels llogaters; 2 tenien dues cambres, 9 en tenien tres, 13 en tenien quatre i 40 en tenien cinc o més. 50 habitatges disposaven pel capbaix d'una plaça de pàrquing. A 24 habitatges hi havia un automòbil i a 38 n'hi havia dos o més.

### Piràmide de població
La piràmide de població per edats i sexe el 2009 era:
| Homes | Edats   | Dones |
| ----- | ------- | ----- |
| 0     | 95 o +  | 0     |
| 0     | 90 a 94 | 1     |
| 0     | 85 a 89 | 1     |
| 2     | 80 a 84 | 2     |
| 3     | 75 a 79 | 4     |
| 4     | 70 a 74 | 3     |
| 4     | 65 a 69 | 5     |
| 3     | 60 a 64 | 2     |
| 1     | 55 a 59 | 2     |
| 6     | 50 a 54 | 4     |
| 7     | 45 a 49 | 8     |
| 6     | 40 a 44 | 6     |
| 7     | 35 a 39 | 5     |
| 6     | 30 a 34 | 5     |
| 1     | 25 a 29 | 4     |
| 4     | 20 a 24 | 1     |
| 6     | 15 a 19 | 4     |
| 1     | 10 a 14 | 4     |
| 2     | 5 a 9   | 7     |
| 2     | 0 a 4   | 8     |

## Economia
El 2007 la població en edat de treballar era de 107 persones, 77 eren actives i 30 eren inactives. De les 77 persones actives 73 estaven ocupades (45 homes i 28 dones) i 4 estaven aturades (1 home i 3 dones). De les 30 persones inactives 15 estaven jubilades, 9 estaven estudiant i 6 estaven classificades com a «altres inactius».

### Ingressos
El 2009 a Mottereau hi havia 60 unitats fiscals que integraven 160,5 persones, la mediana anual d'ingressos fiscals per persona era de 18.996 €.

### Activitats econòmiques
Dels 2 establiments que hi havia el 2007, 1 era d'una empresa de construcció i 1 d'una empresa de comerç i reparació d'automòbils.
L'únic servei als particulars que hi havia el 2009 era un paleta.
L'any 2000 a Mottereau hi havia 8 explotacions agrícoles.

## Poblacions més properes
El següent diagrama mostra les poblacions més properes.